# Wanda Flakowicz

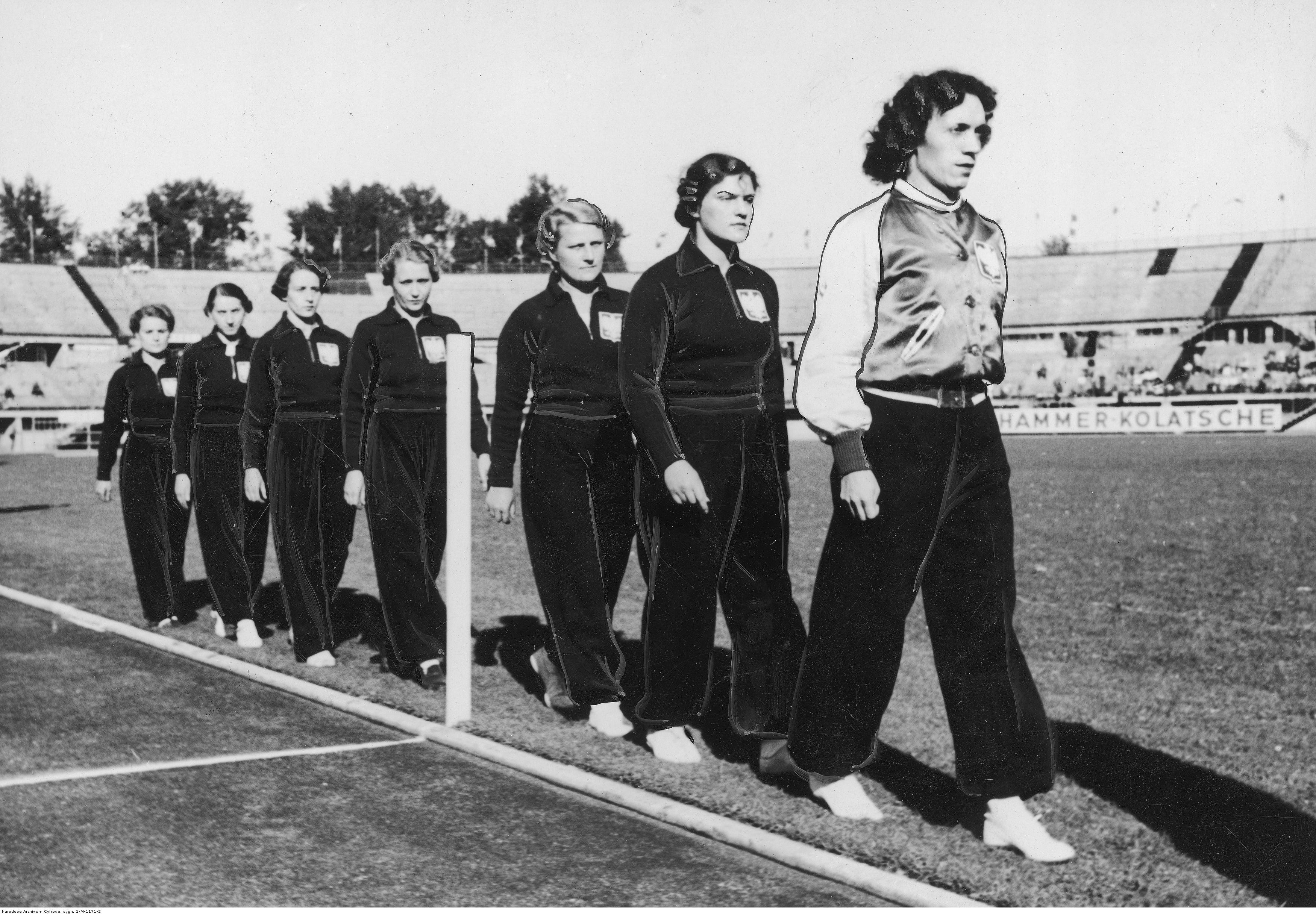
Mistrzostwa Europy w Lekkoatletyce w Wiedniu 1938 – Wanda Flakowicz (druga od prawej)

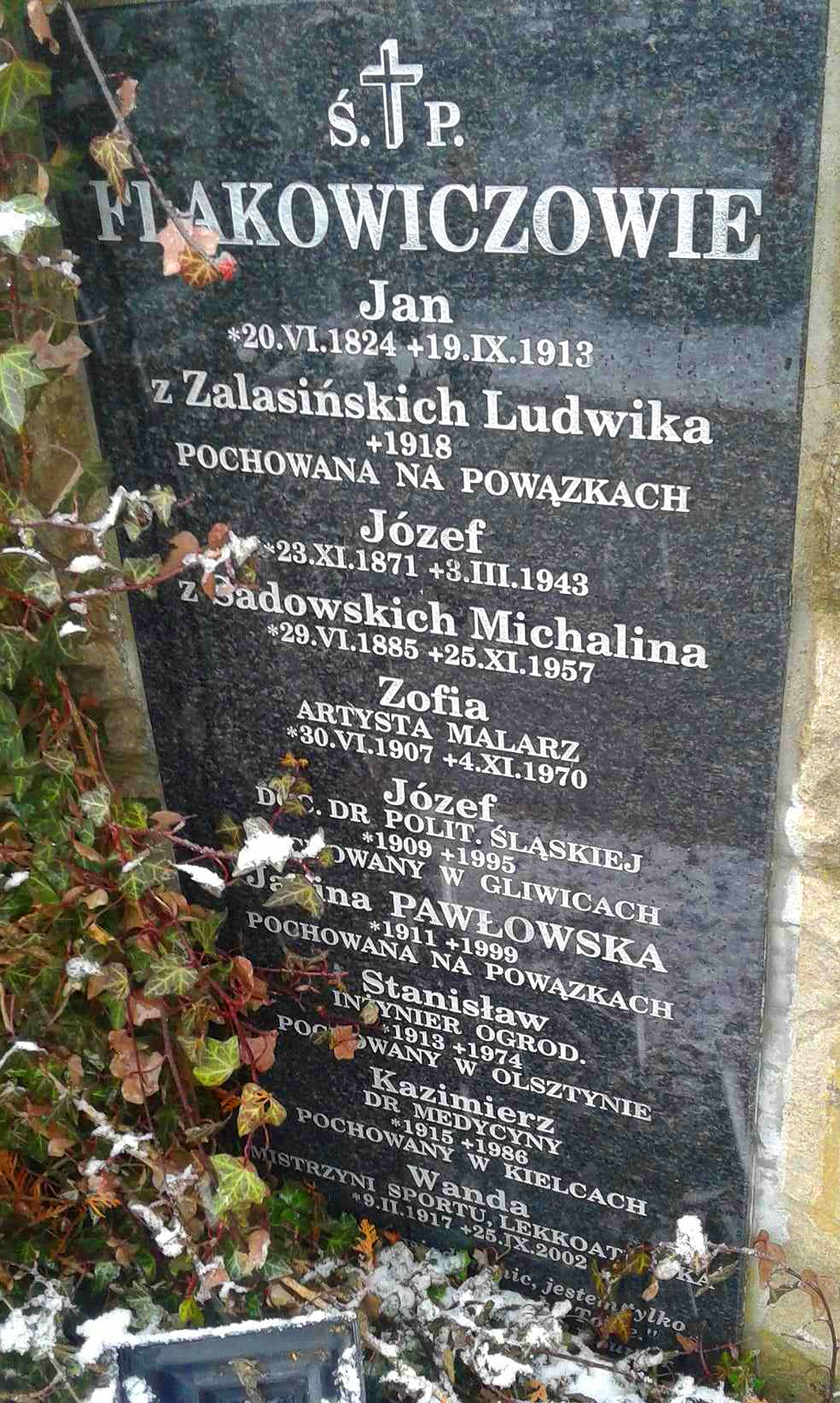
Epitafium grobu (częściowo symbolicznego) dziadków Wandy Flakowicz, jej rodziców oraz rodzeństwa (cmentarz parafialny w Zakliczynie)

Wanda Flakowicz (ur. 9 lutego 1917 w Symbirsku nad Wołgą, zm. 25 września 2002 w Zakliczynie) – polska lekkoatletka, specjalizująca się w pchnięciu kulą.

## Kariera
Egzamin dojrzałości uzyskała w Gimnazjum im. Królowej Jadwigi w Warszawie. Zawodniczka klubów: Warszawianka, Cracovia, Społem Wrocław, Społem Gliwice, ZS Stal Gliwice, Stal Katowice, AZS Gliwice. Jej największy sukces to brązowy medal na Mistrzostwach Europy w Wiedniu w 1938 (12.55). W tym samym roku została też rekordzistką Polski (13.21 – rekord życiowy). Mistrzynią Polski była trzykrotnie: w 1938, 1939 i 1948. Uprawiała lekkoatletykę wyczynowo niemal do końca lat pięćdziesiątych.

## Życie prywatne
Wanda była córką Józefa (ur. 23 listopada 1871 w Zakliczynie, zm. 3 marca 1943 tamże) i Michaliny z Sadowskich (ur. 23 czerwca 1885 w Chorzelach, zm. 25 listopada 1957 w Zakliczynie). Ślub jej rodziców miał miejsce dnia 4 czerwca 1913 w Kościele św. Krzyża w Warszawie. Wanda miała sześcioro rodzeństwa: Tadeusz, Zofia, Józef, Janina, Stanisław i Kazimierz. Wanda była najmłodsza. W dniu 27 listopada 1945 w kościele parafialnym w Zakliczynie poślubiła Stanisława Flakowicza (ur. 28 stycznia 1922 w Zakliczynie, zm. 17 listopada 2016 tamże). Z tego związku urodziła się córka Anna.
Wanda Flakowicz spoczywa na cmentarzu parafialnym w Zakliczynie (Sektor: D, Rząd: VIII, Grób nr: 9).